# 维什科夫 (俄罗斯)
维什科夫（羅馬化：Vyshkov）是俄罗斯布良斯克州的市级镇，属兹伦卡区，位于第聂伯河流域内伊普季河畔，在州府布良斯克西南。
该地2021年人口有2,569人；2010年人口2,700；2002年人口2,940；1989年人口3,566。